# Tungevaag & Raaban
Tungevaag & Raaban var en elektronisk DJ-duo som bestod av den svenske DJ:n Robbin Söderlund (känd under artistnamnet Raaban) och den norske DJ:n Martin Tungevaag.
Låten "Samsara 2015" nådde första plats i Finland, andra plats i Norge och fjärde plats i Sverige.
Duon splittrades december 2019.

## Diskografi

### Singlar
- 2015 – "Samsara 2015" (med Emila)[3][2][1]
- 2015 – "Parade"
- 2015 – "Russian Roulette" (med Charlie Who?)
- 2016 – "Wolf"
- 2016 – "Magical"
- 2016 – "Stay Awake" (med VENIOR)
- 2016 – "Beast" (med Isac Elliot)
- 2017 – "Wake Up Alone" (med Clara Mae)
- 2017 – "Coming Up" (med Victor Crone)
- 2017 – "Cold Blood" (med Jeffrey James)
- 2017 – "Beside Me"
- 2018 – "All For Love"
- 2018 – "Bad Boy" (med Luana Kiara)
- 2018 – "Hey Baby"
- 2019 – "Million Lights"
- 2019 – "Try Again" (med A7S)
- 2019 – "Take Me Away" (med Victor Crone)